# The Muffin Man
The Muffin Man est une chanson enfantine d'origine anglaise. Elle est classée no 7922 dans le Roud Folk Song Index.

## Paroles
Les paroles les plus répandues sont les suivantes :
Do you know the muffin man,

The muffin man, the muffin man,

Do you know the muffin man,

Who lives in Drury Lane?

Yes, I know the muffin man,

The muffin man, the muffin man,

Yes, I know the muffin man,

Who lives in Drury Lane.
Une version populaire remplace Drury Lane par Dorset Lane.

## Origines et signification
Le texte de la chanson est inscrit dans un document datant de 1820 et conservé à la bibliothèque Bodléienne ; il est très proche de la version contemporaine :
Do you know the muffin man?

The muffin man, the muffin man.

Do you know the muffin man

Who lives on Drury Lane?
À l'époque victorienne, les maisons sont livrées en produits frais et notamment en muffins. Ils étaient livrés en porte-à-porte par le « muffin man ». Le muffin en question était alors une variété de pain (connue sous le nom de « muffin anglais ») et ne correspondait pas à la pâtisserie sucrée consommée principalement de nos jours.
Drury Lane est une rue du quartier de Covent Garden à Londres.
La chanson s'est propagée dans d'autres pays au milieu du XIXe siècle notamment aux États-Unis et aux Pays-Bas développant alors des variantes dans les paroles.

## Les jeux
Si les paroles sont restées plus ou moins les mêmes au fil du temps, le jeu associé a connu au moins trois variantes : un jeu de forfait[Quoi ?], un jeu de devinettes et un jeu basé sur une petite danse.